# Michał Antoni Hacki
Michał Antoni Hacki (1630–1703) – był polskim duchownym katolickim, opatem klasztoru w Oliwie, dyplomatą i mecenasem sztuki.
Był synem bydgoskiego mieszczanina Jana Piotra Hacke i jego żony Barbary. Po nauce w szkole jezuickiej w Chojnicach w 1648 r. wstąpił do zakonu cystersów w Oliwie. 1655 wyjechał do Niderlandów hiszpańskich, gdzie otrzymał święcenia kapłańskie i zrobił doktorat z teologii. Wstąpił wówczas na służbę byłej królowej szwedzkiej Krystyny, która mianowała go tytularnym opatem klasztoru cystersów w Kołbaczu. Po powrocie do Oliwy został wybrany przeorem miejscowego konwentu cystersów. Założył drukarnię, która przyczyniła się do propagowania pism katolickich w Prusach Królewskich. Za panowania Jana III zwrócił na siebie uwagę dworu królewskiego, który wykorzystywał kontakty Hackiego, znajomość kilku języków oraz umiejętność odczytywania szyfrów w misjach dyplomatycznych, np. wysyłając go w 1676 r. jako posła na dwór elektora brandenburskiego Fryderyka Wilhelma. 1680 mianowany koadiutorem opata Łoknickiego z prawem następstwa po nim. Wywołało to protesty stanów pruskich ze względu na niskie pochodzenie Hackiego i brak indygenatu pruskiego, jednak dzięki poparciu prymasa i biskupów utrzymał stanowisko, a 14 grudnia 1683 został kolejnym opatem oliwskim.
W czasie swoich rządów w Oliwie zmienił wystrój kościoła klasztornego, w którym ufundował wielki ołtarz główny w stylu barokowym i kilka ołtarzy bocznych, a także nowy portal na fasadzie kościoła i znajdujące się w transepcie małe organy. Rozpoczął starania o proces beatyfikacyjny zmarłego opata Adama Trebnica. Od papieża Klemensa XI otrzymał zezwolenie na sprowadzenie relikwii i obchodzenie odpustu św. Oliwy z Anagni.